# Allium altaicum
Allium altaicum es una especie de planta bulbosa del género Allium, perteneciente a la familia de las amarilidáceas, del orden de las Asparagales. Se distribuye por Asia.

## Descripción
Allium altaicum tiene un bulbo solitario, ovoide-cilíndrico, de 2 - 4 cm de diámetro, de color marrón rojizo, duro y correoso. Las hojas 1/3--1/2 de 0,5 a 2 cm de ancho, cilíndricas. Escapo de 40 a 100 cm, cilíndrico,  cubierto con las vainas de las hojas en 1/4 o 1/2 de su longitud. Tiene un número cromosómico de 2 n = 16.

## Distribución y hábitat
Se encuentra en las pendientes y llanos de Heilongjiang, Mongolia Interior, Xinjiang, Kazajistán, Mongolia y Rusia.

## Taxonomía
Allium altaicum fue descrita por  Peter Simon Pallas y publicado en Reise durch verschiedene Provinzen des russischen Reichs 2: 737, pl. R, en el año 1773.
Etimología
Allium: nombre genérico muy antiguo. Las plantas de este género eran conocidos tanto por los romanos como por los griegos. Sin embargo, parece que el término tiene un origen celta y significa "quemar", en referencia al fuerte olor acre de la planta. Uno de los primeros en utilizar este nombre para fines botánicos fue el naturalista francés Joseph Pitton de Tournefort (1656-1708).
altaicum: epíteto geográfico que alude a su localización en Altái.
Sinonimia
- Allium ceratophyllum Besser ex Schult. & Schult.f., Syst. Veg. (J.J.Roemer & J.A.Schultes) 7: 1029. 1830.
- Allium microbulbum Prokh., Trudy Prikl. Bot. 24(2): 180. 1929-1930 publ. 1930.
- Allium sapidissimum R.Hedw., Collecteana (J.J.Roemer) 76. 1806.[4]